# پروانه‌ها آزادند
پروانه‌ها آزادند (انگلیسی: Butterflies Are Free) فیلمی در ژانر کمدی رمانتیک و درام است که در سال ۱۹۷۲ منتشر شد. از بازیگران آن می‌توان به گلدی هان، ایلین هکارت، پل مایکل گلیسر، ادوارد آلبر و مایکل وارن اشاره کرد.

## خلاصه فیلم
مردی نابینا برخلاف خواسته مادرش به آپارتمان خود نقل مکان کرده و با زن جوان و روشن‌فکری که در همسایگی‌اش زندگی می‌کند دوست می‌شود و…